# ITunes Store
iTunes Store (транскр.  Ајтјунс стор) је софтверски-заснована дигитално-медијска продавница којом управља Apple Inc. која је отворена 28. априла 2003. године, као резултат Стив Џобсовог труда да отвори дигиталну продавницу за музику.